# Тулум (город)
Тулу́м (исп. Tulum) — курортный город в Мексике, в штате Кинтана-Роо, входит в состав одноимённого муниципалитета и является его административным центром. Расположен в туристической зоне Ривьера Майя на побережье Карибского моря на полуострове Юкатан. Численность населения, по данным переписи 2020 года, составила 33 374 человека.

## Общие сведения
Название современного города заимствовано у расположенного в 3 км к востоку древнего города майя — Тулума, название которого можно перевести как: частокол или укреплённая стена.
Современный Тулум был основан в середине XIX века при участии Марии Уикаб.
До 2000 годов Тулум был небольшим посёлком. В 2015 году ему был присвоен статус магического городка, повысив туристическую привлекательность.
В 2020 году город пострадал от урагана Гамма, а в 2021 году от урагана Грейс.
Погода в Тулуме располагает к круглогодичному отдыху, средняя температура весной и летом от +27 °C до +31 °C, а осенью и зимой в среднем +26 °C.

## Население
| Год  | Численность | Численность |
| ---- | ----------- | ----------- |
| 2000 | 6733        | [ 7 ]       |
| 2005 | 14 790      | [ 8 ]       |
| 2010 | 18 233      | [ 9 ]       |
| 2020 | 33 374      | [ 10 ]      |

## Фотографии

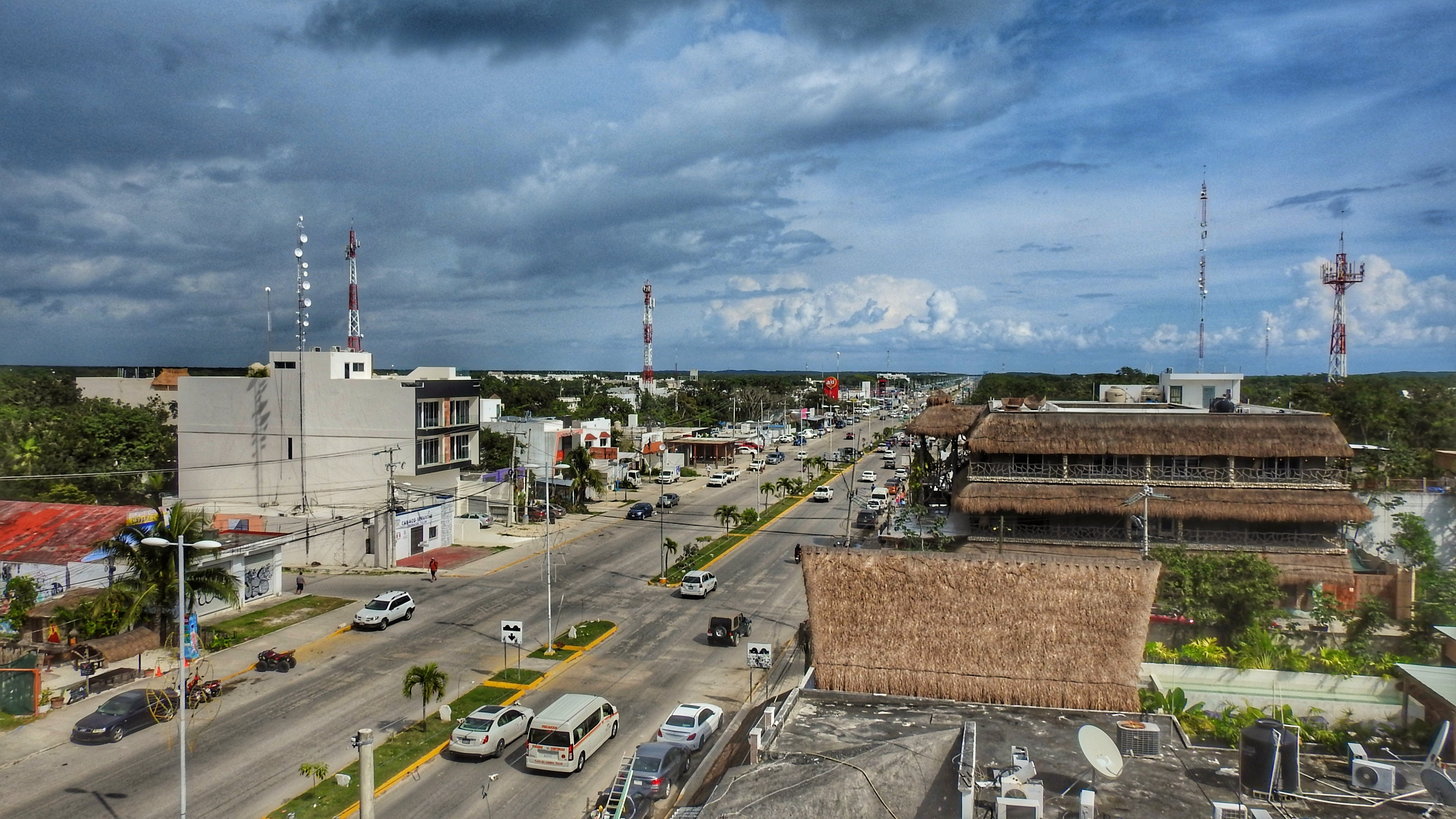
Шоссе 307
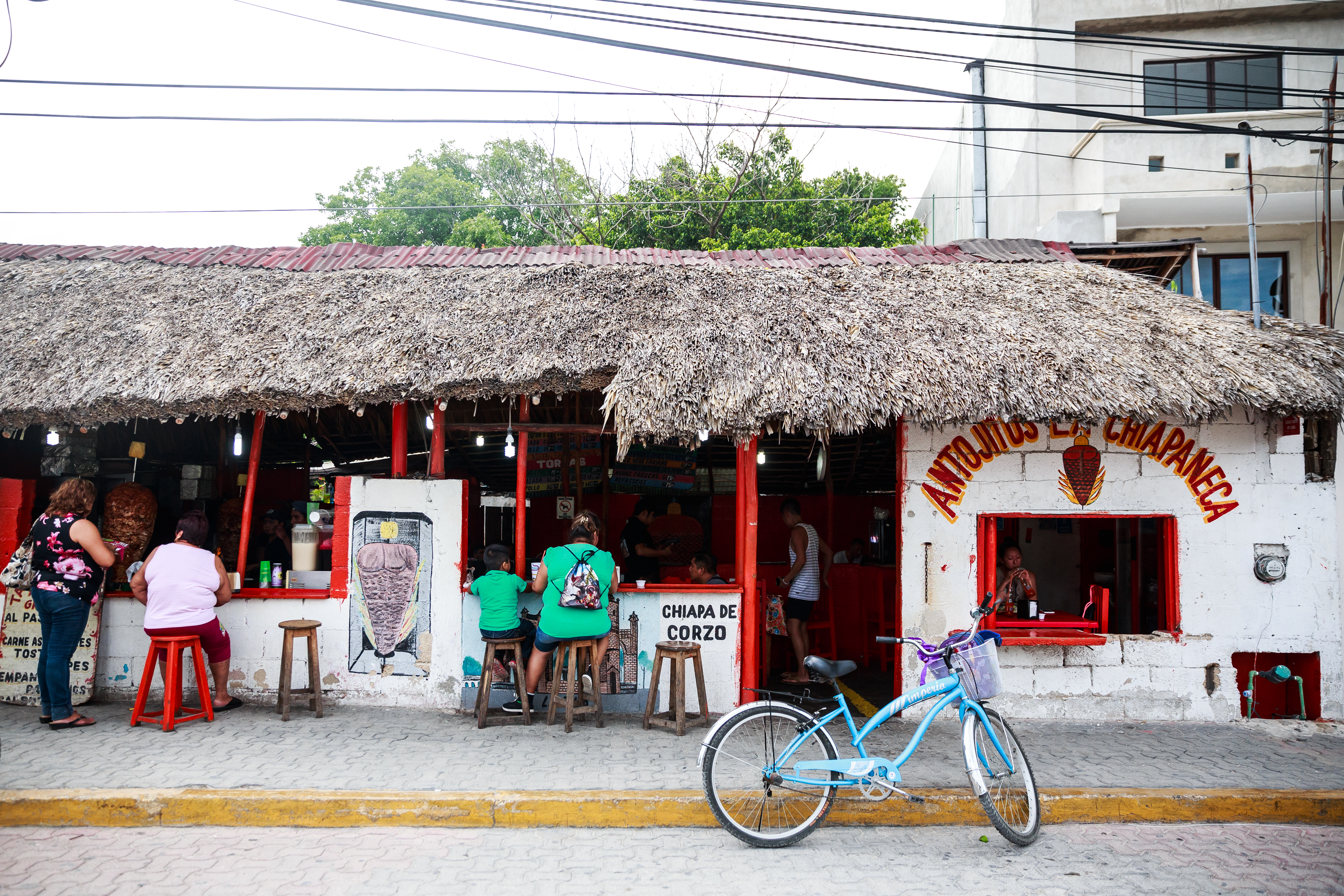
Кафе в Тулуме
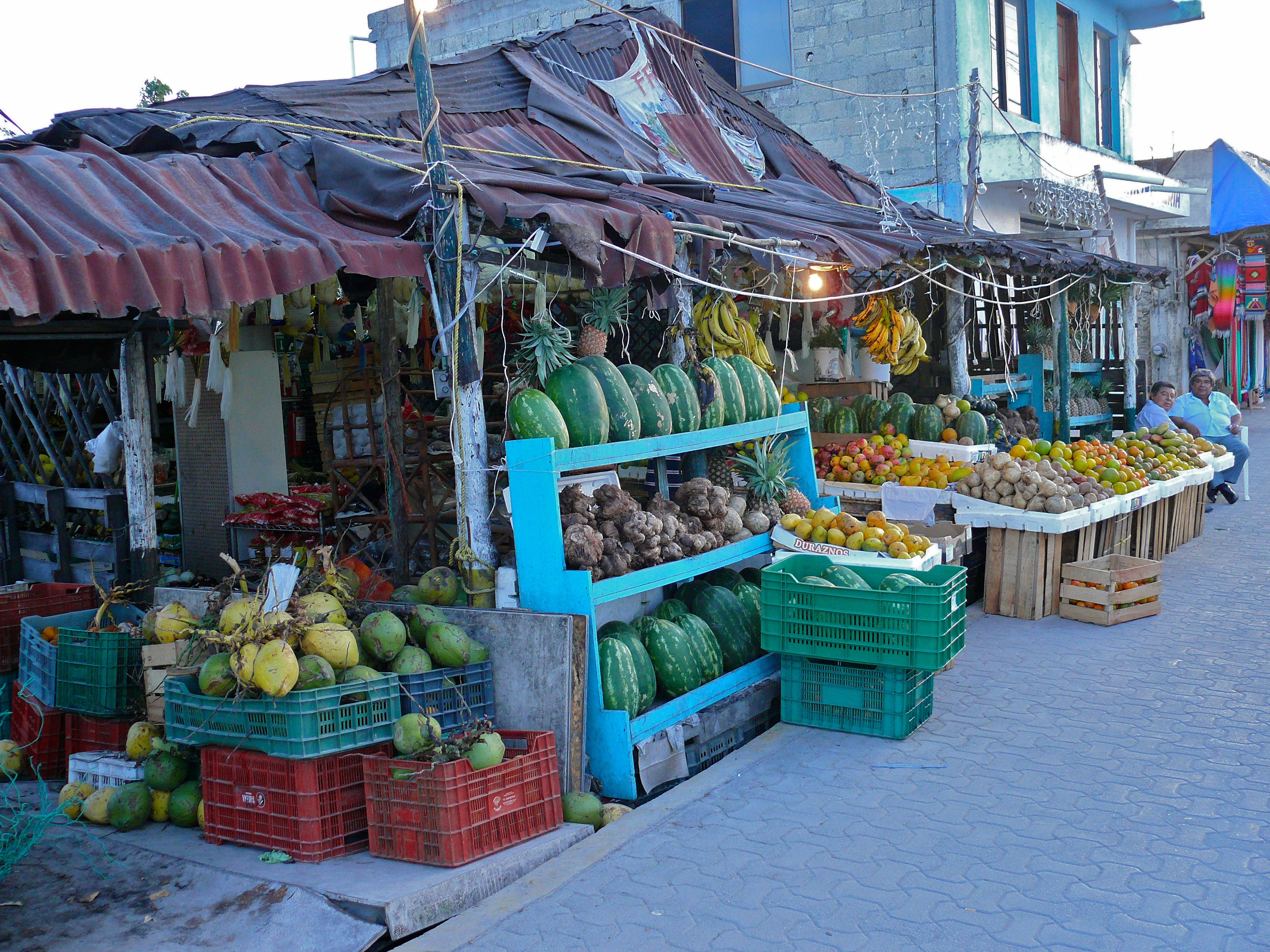
Рынок фруктов